# 科措費尼丁多斯鄉

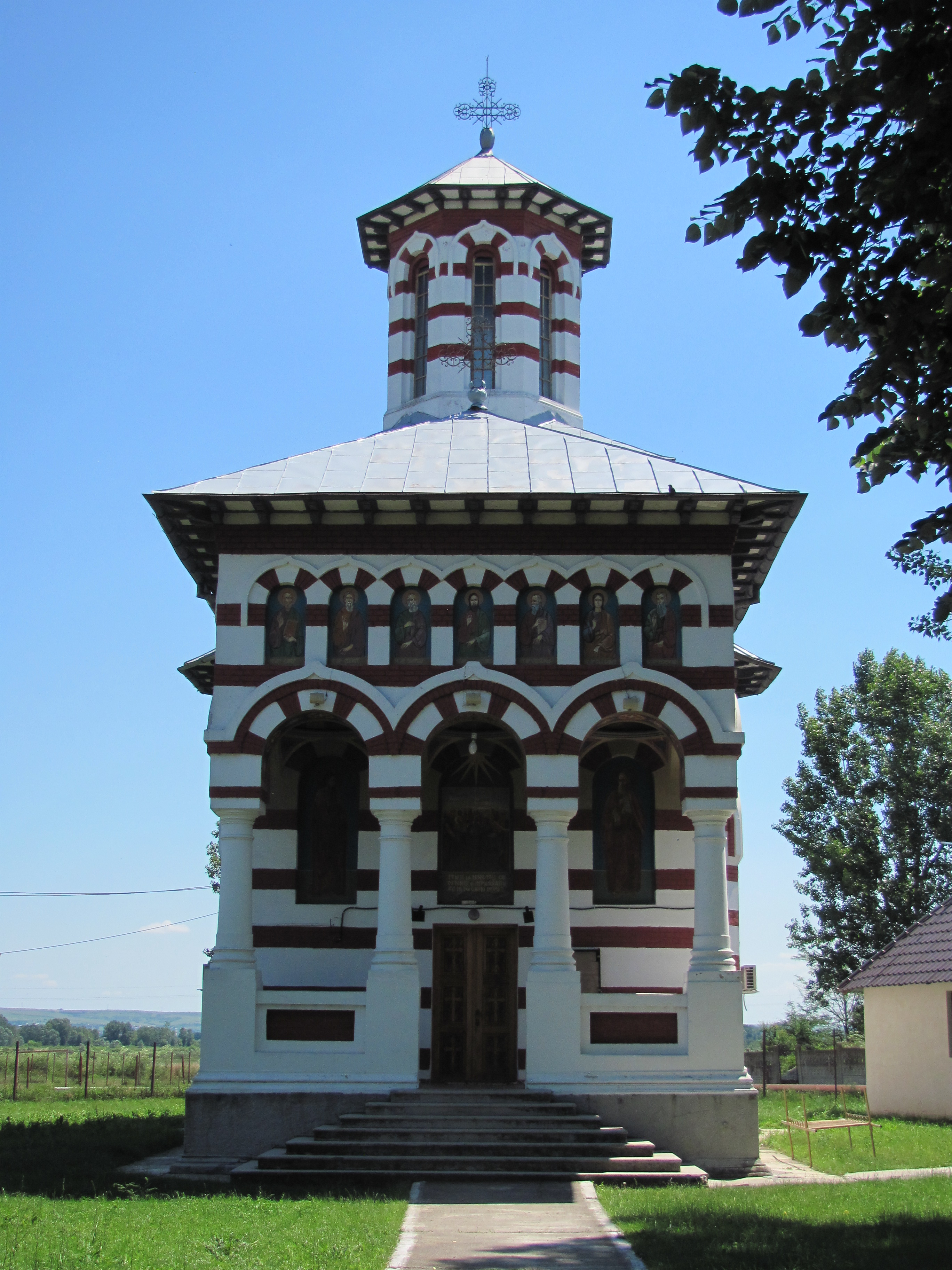

44°26′N 23°37′E / 44.433°N 23.617°E
科措費尼丁多斯鄉（羅馬尼亞語：Comuna Coțofenii din Dos, Dolj），是羅馬尼亞的鄉份，位於該國西南部，由多爾日縣負責管轄，處於布加勒斯特以西200公里，每年平均降雨量988毫米，海拔高度118米，2007年人口2,511。